# Votorantim
Votorantim è un comune del Brasile nello stato di San Paolo, parte della mesoregione Macro Metropolitana Paulista e della microregione di Sorocaba.
Forma un unico agglomerato urbano con la città di Sorocaba.

## Geografia
Votorantim è situata a 108 km ad ovest di San Paolo.

## Storia
Sorto come sobborgo industriale della vicina Sorocaba, fu popolata principalmente da immigrati italiani. Il 1º dicembre 1963 un plebiscito sancì l'autonomia municipale di Votorantim, fino ad allora parte integrante del territorio della città di Sorocaba. La legge statale nº 8 092 del 28 febbraio 1964 ratificò la creazione del nuovo municipio.

## Monumenti e luoghi d'interesse
Sul suo territorio sorge l'ex monastero melkita dei Figli e Figlie Misericordiosi della Croce, attualmente passato alla chiesa anglicana.

## Infrastrutture e trasporti
La principale via d'accesso alla città è la Rodovia Raposo Tavares.